# أيزاياه أندرسون
أيزاياه أندرسون (بالإنجليزية: Isaiah Anderson)‏ هو لاعب كرة قدم أمريكية أمريكي، ولد في 19 ديسمبر 1989 في ويتشيتا فولز في الولايات المتحدة.